# Gunnar Björling
Gunnar Björling (Helsinki, 31 maggio 1887 – Helsinki, 11 luglio 1960) è stato uno scrittore e poeta finlandese. Negli anni '20, la sua opera prefiguratrice ruotò intorno ad altre tre figure letterarie del tempo, Edith Södergran, Elmer Diktonius e Rabbe Enckell, a cui si aggiungono Harald Hornborg e Olof Enckell.

## Biografia

### Infanzia
Gunnar Björling nacque in una famiglia borghese. Suo padre era un funzionario dell'ufficio postale di Helsinki. La sua infanzia è stata divisa tra Viipuri e Helsinki. Trascorreva le sue vacanze estive a Kangasala.

### Studi
Dal 1901 al 1902, Gunnar Björling seguì i corsi offerti dall'Accademia militare di Hamina. Ha studiato poi filosofia presso l'Università di Helsinki. Ha avuto come professore Edvard Westermarck, il cui insegnamento ebbe una grande influenza sullo sviluppo del suo pensiero. Gunnar Björling aspirava a costruirsi una carriera nell'insegnamento. Eppure, nel 1915, dopo il completamento di un master universitario in merito all'importanza data alla coscienza sostenibile, egli ha rinunciato al suo progetto iniziale per dedicarsi all'attività di libero professionista nel quadro della rivista d'avanguardia Quosego.
La sua già precaria situazione finanziaria, non gli consentiva quindi più un dignitoso sostentamento, cosa che lo costrinse a ricorrere ai magri sussidi stanziati dal fondo per prestazioni supplementari.

## Semiotica

### Stile
Sebbene gli scritti di Gunnar Björling siano generalmente redatti con uno stile relativamente fluido e libero, il loro contenuto, complesso, venato di lirismo e di riflessioni metafisiche non rimane meno marginale, esoterico e di difficile accesso. Pertanto la loro comprensione si rivela alquanto difficile per i nuovi arrivati e per i profani.

### Dadaismo

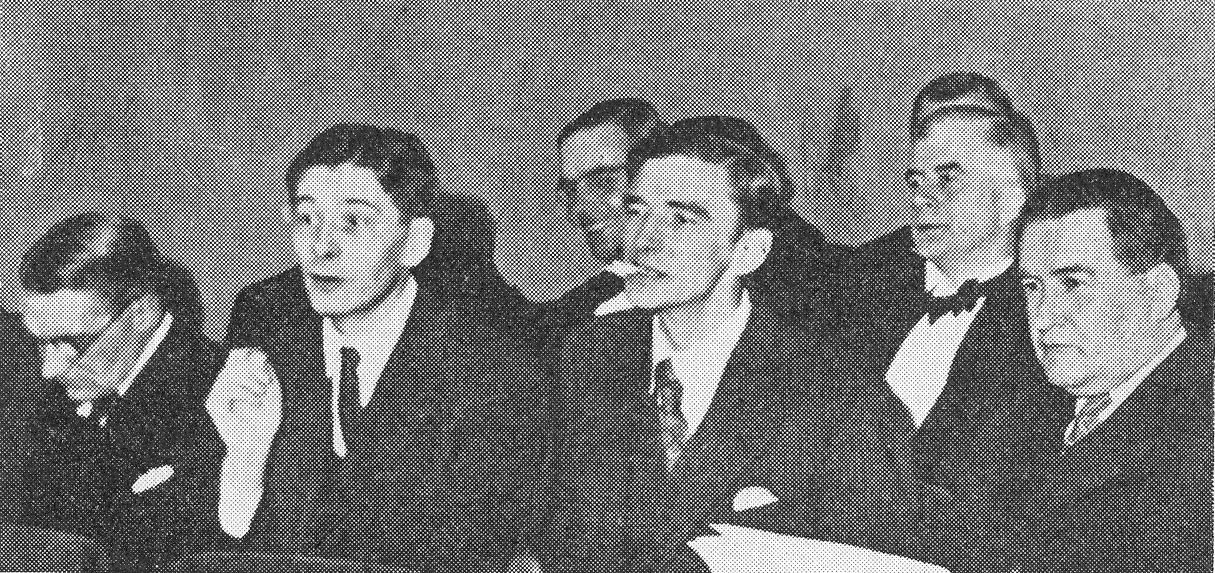
Autori finlandesi d’espressione svedese che hanno diffuso i loro scritti artistici nel corso degli anni ’30. In questa foto, datata 1965, appaiono in successione da destra a sinistra, le seguenti figure letterarie: Elmer Diktonius, Harald Hornborg, Olof Enckell, Rabbe Enckell e, a sinistra, con gli occhiali, il volto rivolto verso il basso: Gunnar Björling.

Le sue poesie e i suoi aforismi di ispirazione dadaista rappresentano una forma breve di allegoria dissociata dall'acutezza mentale di cui rivelerà la preoccupazione di una necessità prioritaria. Gli scatti onirici della sua penna rivelano questa divisione al crocevia con una prosa flessibile, onesta e sciolta, che fa riferimento, congiuntamente, a una delle basi fondamentali del registro riflessivo che richiamerà un approccio impregnato di etica sovrana. L'aspetto connesso con il suo lavoro riunisce anche le maggiori tradizioni occidentali e orientali di cui la quintessenza didattica si basa principalmente sulla percezione incombente di eventi esistenziali dove il lasso di tempo si vede punteggiato di scatti occulti..

### Kiri-ra!
Le formulazioni astruse di Gunnar Bjöerling si pongono come filippiche contorte e si oppongono, in linea di principio, alla frammentazione strutturale o sparsa di pensiero. Questa prelazione gli conferisce, incidentalmente, il titolo di poeta e scrittore tormentato, guidato da una ricerca insaziabile volta a sezionare il perché e il come. Questa caratteristica si ritrova con maggiore evidenza in opere come Vilande dag o Kiri-ra! di cui Rabbe Enckell et Peter Sandelin incarnano la roccaforte inveterata della cornice espressiva.

### Riconoscimenti
Nel 1947, Gunnar Björling ottenne il premio dell'Accademia svedese

## Opere
| - (SV) Björling Gunnar, Vilande dag, 96 pagine, Helsingfors, Daimon, 1922. - (SV) Björling Gunnar, Kiri-ra!, Helsinki, Helsingfors : Författarens Förlag, 1930. URL consultato il 5 febbraio 2021 (archiviato dall'url originale il 12 dicembre 2012). - Solgrönt, 1933 - Fågel badar snart i vattnen, 1934 - Att syndens blåa nagel, 1936 - Där jag vet att du, 1938 | - Det oomvända anletet, 1939 - O finns en dag, 1944 - Ord och att ej annat, 1945 - Och leker med skuggorna i sanden, 1947 - Vårt kattliv timmar, 1949 - Angelägenhet, 1949 - Ett blyertsstreck, 1951 - Träd står i sina rader, 1952 - Att i sitt öga, 1954 | - Du jord, du dag, 1957 - En mun vid hand, 1958 - Hund skenar glad, 1959 - Dikter, 1959 - Allt vill jag fatta i min hand (efterlämnade dikter), 1974 - Jag viskar dig jord, 1992 |

### Selezione di poesie
- (SV) Björling Gunnar, Kosmos Valmiiksi Kirjoitettu: Valitut Runot, 254 pagine, Helsinki, Otava, 1972, OCLC 9852538.

### Aforismi
- (FI) Björling Gunnar, Mahdollisen valtakunta: Mietelmiä ja merkintöjä vuosilta 1922–1951, traduzione di l svedese da Tuomas Anhava, 191 pagine, Helsinki, Otava, 1979, OCLC 800299286.